# 17898 Scottsheppard
17898 Scottsheppard este o planetă minoră (asteroid) din centura de asteroizi. A fost descoperită pe 22 martie 1999 la Stația Anderson Mesa de Lowell Observatory Near-Earth-Object Search și a fost numită după Scott S. Sheppard⁠(d). 
Obiectul prezintă o orbită caracterizată de o semiaxă mare de 2,1415739 UAi, o excentricitate de 0,05, o înclinație de 2,84616 ° în raport cu ecliptica.